# Nötbolandet
Nötbolandet is een plaats in de gemeente Örnsköldsvik in het landschap Ångermanland en de provincie Västernorrlands län in Zweden. De plaats heeft 108 inwoners (2005) en een oppervlakte van 25 hectare. De plaats ligt aan een baai van de Botnische Golf, iets ten oosten van de stad Örnsköldsvik.